# Prochaine élection présidentielle haïtienne
La prochaine élection présidentielle haïtienne est prévue pour le 15 novembre 2025, après avoir été initialement prévue les 26 septembre et 21 novembre 2021 puis les 7 novembre 2021 et 23 janvier 2022, afin d'élire pour cinq ans le président de la République d'Haïti. Elle se tient en même temps que les élections générales et le référendum constitutionnel.

## Contexte

### Instabilité politique

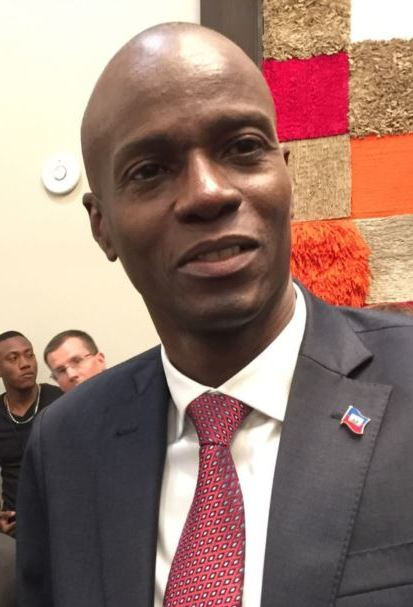
Jovenel Moïse

L'élection présidentielle se tient en même temps qu'un référendum sur un changement controversé de constitution porté par le président sortant Jovenel Moïse, qui vise notamment à la suppression du Sénat et du poste de Premier ministre, ainsi qu'à autoriser le président à effectuer deux mandats consécutifs. L'élection présidentielle passerait également d'un système à deux tours à un système à un seul tour. Faute d'organisation dans les temps des élections parlementaires, Jovenel Moïse gouverne par décret à partir de janvier 2020, une situation lui ayant permis de convoquer unilatéralement ce référendum.
Le projet est cependant rejeté par l’opposition et de nombreuses organisations de la société civile qui s'appuient sur la constitution en vigueur, cette dernière interdisant formellement « toute consultation populaire tenant à modifier la Constitution par voie de référendum »
Le 7 février 2021, le Conseil supérieur du pouvoir judiciaire déclare la fin du mandat présidentiel. Le jour même, le gouvernement annonce avoir déjoué une tentative de putsch. Le lendemain, l'opposition annonce nommer le juge Joseph Mécène Jean-Louis comme président par intérim pour une période de transition de deux ans, et la rédaction durant la période d'une nouvelle Constitution consensuelle dans le cadre d'une conférence nationale. Les institutions, paralysées faute d'élections, sont incapables d'ébaucher un plan de sortie de crise. Le Conseil constitutionnel n’existe qu’en théorie. Le Sénat, autorisé par la loi pour dénouer ce genre de situation, se trouve dans l’incapacité de réagir. Du fait de l'absence d’élections pour renouveler sa composition, seul un tiers des sénateurs y siège encore. De même, l'Assemblée nationale ne siège plus depuis janvier 2020 faute de législatives.

### Assassinat de Jovenel Moïse
Le 7 juillet 2021, le Premier ministre par intérim Claude Joseph annonce l'assassinat de Jovenel Moïse, dans la nuit du 6 au 7 juillet vers 1 h du matin, par un commando qui a attaqué sa résidence privée,. Sa femme aurait été blessée dans l'attaque.
La succession présidentielle est contestée. Alors que la version initiale de la Constitution de 1987 prévoit une succession par le président de la Cour de cassation, ce dernier, René Sylvestre, est mort le 23 juin 2021 du Covid-19 sans avoir été remplacé. La version de 2012 prévoit un intérim par le Conseil des ministres puis l'élection d'un président par l'Assemblée nationale pour terminer le mandat présidentiel. Enfin, le poste de Premier ministre est disputé entre Claude Joseph et Ariel Henry, nommé le 5 juillet.
Joseph Lambert, président du Sénat de la République, est désigné le 9 juillet 2021 par une résolution du Sénat pour assumer la présidence de la République à titre intérimaire. Sa désignation est cependant contestée par le Premier ministre par intérim Claude Joseph. Cette décision est soutenue par de nombreux partis parlementaires, dont le PTHK du défunt président. Ariel Henry est par ailleurs confirmé comme Premier ministre. Son investiture, prévue pour le 10 juillet, est finalement reportée à la demande des États-Unis.
Le 19 juillet, Claude Joseph accepte de démissionner en faveur d'Ariel Henry, demeurant ministre des Affaires étrangères dans le nouveau gouvernement qui prend ses fonctions le lendemain.

### Report du scrutin
Le 12 août, le scrutin est reporté avec un premier tour le 7 novembre 2021 et un second tour le 23 janvier 2022.
La dissolution le 27 septembre du Conseil électoral provisoire par le Premier ministre Ariel Henry reporte de facto sine die le scrutin. En juin 2022, il annonce la tenue d'élections « dans les meilleurs délais » une fois la situation sécuritaire rétablie.

### Tentative de transition par l'opposition
Une partie de l'opposition civile et politique au gouvernement du Premier ministre Ariel Henry, qui exerce de facto les pouvoirs présidentiels, se réunit pour signer l'Accord de Montana le 30 août 2021 afin de mettre en place un nouveau gouvernement provisoire.
L'accord aboutit notamment à l’organisation le 30 janvier 2022 d'un scrutin non officiel par les parlementaires membres de l'accord afin de choisir au suffrage indirect un président provisoire devant mener une période de transition. L'élection de Fritz Jean n'est cependant pas reconnue par le gouvernement d'Ariel Henry, qui conserve le pouvoir,.
Ariel Henry refuse de quitter le pouvoir, estimant que son mandat est d'organiser de nouvelles élections. Le président du Sénat Joseph Lambert estime que le mandat du gouvernement prend fin le 7 février, et qu'au delà de cette date, il ne devrait qu'expédier les affaires courantes jusqu'à la tenue d'une concertation nationale. Les journées du 7 et 8 février sont finalement calmes et se déroulent sans incident.

### Accord politique de décembre 2022
Le 21 décembre 2022, un nouvel accord politique prévoit la tenue de nouvelles élections en 2023, l'investiture d'un nouveau président pour le 7 février 2024, et l'instauration d'un Haut Conseil de la transition de trois membres et d'un organe de contrôle de l'action gouvernementale.

### Crise de 2024 et démission d'Ariel Henry
Aucun point de celui-ci n'entre en vigueur, à l'exception de la mise en place du HCT et le scrutin n'a pas lieu. Ariel Henry se maintient au-delà de la fin de son mandat le 7 février 2024, ce qui provoque des manifestations massives.
Le 29 février 2024, Henry annonce des élections d'ici le 31 août 2025.
Bloqué à Porto Rico en raison des violences des gangs armés dans Port-au-Prince, après un voyage diplomatique au Kenya avec qui il signe un accord sur le déploiement d'une force de maintien de l'ordre, il tente sans succès de rentrer via les États-Unis, la République dominicaine puis la Jamaïque. Alors qu'il a exclu dans un premier temps de quitter le pouvoir, alors que l'opposant Moïse Jean-Charles propose la mise en place d'un Conseil présidentiel après l'appui d'autres partis,, il démissionne ensuite le 11 mars 2024 après avoir mis en place l’état d’urgence. La décision a été prise lors d'une réunion de la Communauté caribéenne au cours de laquelle les signataires de l'accord de Montana, En avant, le Collectif des signataires de la déclaration du 30 janvier 2023, ont soumis des propositions en vue d'organiser une transition. Les États-Unis ont proposé le remplacement d'Ariel Henry par un Conseil présidentiel.

### Nouvelle période de transition
Il est remplacé par un Conseil présidentiel de sept membres et deux observateurs, qui exerce une gouvernance collégiale avec un nouveau chef de gouvernement supervisé par le Conseil. Les membres sont choisis par des partis politiques, Montana, et le secteur privé.
En septembre 2024, le nouveau Premier ministre Garry Conille annonce la tenue du référendum constitutionnel en février 2025 et des élections en novembre 2025. En février 2025, alors que le président du Conseil présidentiel Leslie Voltaire souhaite organiser le scrutin le 15 novembre dans huit département, Smith Augustin souhaite qu'elles soient organisées sur l'ensemble du territoire, tandis que le nouveau Premier ministre Alix Didier Fils-Aimé conditionne leur tenue au rétablissement de la sécurité.
En février 2025, l'International Crisis Group estime que la tenue des scrutins en 2025 serait « irréaliste », la capitale Port-au-Prince étant contrôlée à 80 % par des gangs, ainsi que des pans de l'Artibonite. Alors qu'environ la moitié des électeurs du scrutin précédent sont originaires de ces régions, les gangs, qui ont à leur tête notamment Jimmy Chérizier, pourraient truquer le scrutin en faveur de candidats qui leur sont proches, voire en faveur de Chérisier lui-même, qui envisage de se présenter aux élections. Par ailleurs, la guerre des gangs en Haïti ayant provoqué le déplacement de millions de personnes, ceux-ci ont perdu leur carte électorale, qui leur sert aussi de carte d'identité. Le 25 avril 2025, le Conseil électoral provisoire annonce ne pas pouvoir confirmer la tenue du référendum constitutionnel et des scrutins parlementaire et présidentiel en 2025.

## Système électoral
Le président de la République d'Haïti est élu pour un mandat de 5 ans par le biais d'une forme modifiée du scrutin uninominal majoritaire à deux tours. Est élu au premier tour le candidat qui remporte la majorité absolue des suffrages exprimés, ou plus de 25 % d'avance sur celui arrivé en deuxième position. À défaut, un second tour est organisé entre les deux candidats arrivés en tête. Est alors élu celui qui reçoit le plus grand nombre de suffrages.
Un président ne peut exercer qu'un maximum de deux mandats, espacés au minimum d'un intervalle de cinq ans, soit la durée d'un mandat entier. Le mandat du président élu débute le 7 février suivant la date de son élection.